# Вольное (Новомосковский район)
Во́льное (укр. Вільне) — село,
Вольненский сельский совет,
Новомосковский район,
Днепропетровская область,
Украина.
Код КОАТУУ — 1223281501. Население по переписи 2001 года составляло 1994 человека .
Является административным центром Вольненского сельского совета, в который, кроме того, входит село
Хащевое.

## Географическое положение
Село Вольное находится на правом берегу реки Самара,
выше по течению на расстоянии в 4,5 км расположено село Ивано-Михайловка,
ниже по течению на расстоянии в 4 км расположено село Хащевое,
на противоположном берегу — пгт Гвардейское.
По селу протекает пересыхающая река Вольнянка с запрудой.
Через село проходит автомобильная дорога М-18 (E 105).
Рядом проходит железная дорога, станция Вольное в 2-х км.

## История
- На территории села Вольное раскопано курганное погребение скифского знатного воина (IV в. до н. э.) с оружием и украшениями из золота.
- Село Вольное возникло в 1776 году.

## Экономика
- ЧП «ДПК Скифия».
- «Вольное 2002», агрофирма, ООО.

## Объекты социальной сферы
- Школа.
- Детский сад.
- Больница.

## Религия
- Свято-Духовский храм.